# Saló de la Fama dels Compositors
El Saló de la Fama dels Compositors (en anglès, Songwriters Hall of Fame) és part de la National Academy of Popular Music. Va ser fundat el 1969 pel compositor Julian Mercer i els editors de música Abe Olman i Howie Richmond amb l'objectiu d'honrar a aquells compositors el treball dels quals hagi contribuït a engrossir les cançons més apreciades del cançoner popular mundial. La institució, no només se centra en homenatjar a compositors consagrats, sinó que també participa en el desenvolupament de nous talents de composició a través de tallers i beques. Hi ha molts programes dissenyats per ensenyar i descobrir nous compositors.
El Saló de la Fama només va existir de forma virtual fins al 2010, quan es va obrir una galeria dins del Museu dels Grammy a Los Angeles. La institució té l'objectiu d'obrir una instal·lació permanent a l'edifici Brill de Manhattan (Nova York).
Fins a 2010, havien estat inclosos 383 compositors en el Saló de la Fama dels Compositors. La banda britànica de Rock, Queen, va ser la primera a ser inclosa íntegrament el 2003. El 2017, Jay-Z es va convertir en el primer raper que va aconseguir el reconeixement com a compositor.